# Osnova, Berezivka
Osnova (în ucraineană Основа) este un sat în comunei Novokalceve din raionul Berezivka, regiunea Odesa, Ucraina.

## Demografie
Componența lingvistică a localității Osnova
     Ucraineană (97,12%)
     Rusă (2,88%)
Conform recensământului din 2001, majoritatea populației localității Osnova era vorbitoare de ucraineană (97,12%), existând în minoritate și vorbitori de rusă (2,88%).